# ليونيد باسيتشنيك
ليونيد باسيتشنيك (بالأوكرانية: Пасічник Леонід Іванович)‏ (و. 1970  م) هو سياسي أوكراني، ولد في لوهانسك، خدم في خدمة أمن أوكرانيا، أصبح رئيس جمهورية لوغانسك الشعبية منذ 24 نوفمبر 2017.